# Бује Курдо
Бује Курдо (фр. Bouillé-Courdault) насеље је и општина у западној Француској у региону Лоара, у департману Вандеја која припада префектури Фонтне ле Конте.
По подацима из 2011. године у општини је живело 493 становника, а густина насељености је износила 50,67 становника/km². Општина се простире на површини од 9,73 km². Налази се на средњој надморској висини од 10 метара (максималној 22 m, а минималној 2 m).

## Демографија
| 1962. | 1968. | 1975. | 1982. | 1990. | 1999. | 2011. |
| ----- | ----- | ----- | ----- | ----- | ----- | ----- |
| 462   | 473   | 408   | 408   | 418   | 435   | 493   |